# Guyruita cerrado
Guyruita cerrado là một loài nhện trong họ Theraphosidae.
Loài này thuộc chi Guyruita. Guyruita cerrado được miêu tả năm 2007 bởi Guadanucci et al..